# Katy Hudson
Katy Hudson är Katy Perrys första album och utgavs den 23 oktober 2001. Albumet innehåller låtar med kristet budskap.

## Låtlista
1. "Trust in Me"
2. "Piercing"
3. "Search Me"
4. "Last Call"
5. "Growing Pains"
6. "My Own Monster"
7. "Split"
8. "Faith Won't Fail"
9. "Naturally"
10. "When There's Nothing Left"
11. "Naturally (Single Version)"